# Ecce Homo (Murillo)
Ecce Homo é uma pintura a óleo sobre painel do motivo Ecce Homo de Bartolomé Esteban Murillo, criada entre 1672 e 1678, originalmente encomendada para a Catedral de Sevilha e agora realizada no Museu de Arte de El Paso.
A pintura tem seu título das palavras latinas Ecce Homo, "Eis o Homem" ditas pelo Governador romano Pôncio Pilatos quando Jesus é desfilado diante de uma multidão enfurecida em Jerusalém antes de ser enviado para a Crucificação.